# Kerustang
Der Kerustang ist ein Fluss in Frankreich, der im Département Morbihan in der Region Bretagne verläuft. Er entspringt beim Weiler Quénébozen, im Gemeindegebiet von Ploërdut, entwässert im Oberlauf in südlicher Richtung, schwenkt dann nach Südwest und mündet nach rund 19 Kilometern an der östlichen Gemeindegrenze von Berné als rechter Nebenfluss in den Scorff. Unterhalb von Kernascléden bildete der Kerustang den Stausee Étang de Pont Callec, der heute jedoch ausgetrocknet ist.

## Orte am Fluss
(Reihenfolge in Fließrichtung)
- Quénébozen, Gemeinde Ploërdut
- Ploërdut
- Lignol
- Kernascléden
- Pont Callec, Gemeinde Berné